# Barbara Brouwer
Barbara Brouwer (Doorn) is een Nederlandse korfbalster. Ze is meervoudig Nederlands kampioen en voormalig speelster van Oranje. In 2015 werd zij topscorer bij de vrouwen in de Korfbal League.
Als speelster van TOP won zij 3 Nederlandse en 3 Europese zaaltitels. In 2023 stond zij met DVO voor de eerste keer in de clubgeschiedenis in de zaalfinale van de Korfbal League.

## Spelerscarrière

### KC Doorn en Dalto
Brouwer begon op 4-jarige leeftijd met korfbal bij KC Doorn. Haar beide ouders speelden daar in het eerste team en ook haar zusje ging daar korfballen. Toen Brouwer 12 jaar was, stapte zij in 2006 over naar het naburige Dalto uit Driebergen. Dalto speelde op dat moment in de Korfbal League, het hoogste korfbaltoneel van Nederland. In seizoen 2010-2011 maakte ze haar debuut in de league. Ze was pas 17 maar speelde dat seizoen 4 wedstrijden namens Dalto. 
In het seizoen erop, 2011-2012 speelde ze 10 wedstrijden en zo kreeg ze langzamerhand meer minuten in de top van Nederland. In datzelfde seizoen deed Dalto het sterk in de veldcompetitie. Dalto werd 1e in Ereklasse B, waardoor het zich plaatste voor de kruisfinale tegen DOS'46. Dalto won de kruisfinale, waardoor het in de veldfinale speelde. In deze wedstrijd, waarin Deetos de tegenstander was, won Dalto nipt met 16-15. Hierdoor was Dalto Nederlands veldkampioen. Iets later, in september 2012 mocht Dalto aantreden voor de Supercup (een wedstrijd tussen de Nederlandse en Belgische veldkampioen). Dalto won de wedstrijd en was zodoende ook Europees veldkampioen.
In 2012-2013 brak ze echt door in de Korfbal League. Ze speelde alle wedstrijden in de basis en maakte 59 goals en werd hiermee topscorer bij de dames. Het seizoen daarop maakte ze 71 goals.
In seizoen 2013-2014 speelde Brouwer een belangrijke rol bij Dalto. Dalto en Koog Zaandijk streden tot aan de laatste speelronde voor het 4e play-off ticket. In deze laatste speelronde speelde Dalto thuis tegen het al geplaatste Fortuna. Dalto had aan gelijkspel genoeg om zich te plaatsen voor de play-offs. Fortuna stond met nog 20 seconden op de wedstrijdklok met 1 punt voor toen Brouwer de gelijkmaker scoorde. Hierdoor greep Dalto het laatste play-off ticket. In de play-off serie verloor Dalto echter van TOP.
Seizoen 2014-2015 was haar 9e en laatste seizoen bij Dalto. In dat seizoen scoorde ze 76 goals en was ze de meest scorende dame in de Korfbal League. Het was echter een teleurstellend seizoen voor Dalto, dat in de competitie 8e werd en nipt play-downs wist te ontlopen.

### TOP
In 2014 had Dalto het moeilijk en streed het tegen degradatie. Brouwer wilde meedoen om de prijzen en besloot om Dalto in 2015 te verruilen voor TOP uit Sassenheim. Die ploeg stond al 2 jaar achter elkaar in de finale en was in 2014 nog kampioen van Nederland geworden.
In haar eerste maanden bij TOP speelde ze mee in de Supercup van 2015 ; de Europese kampioenswedstrijd op het veld. TOP speelde in deze wedstrijd tegen het Belgische Boeckenberg. 
TOP won de wedstrijd met 14-25, waardoor Brouwer in dienst van haar nieuwe club meteen een prijs pakte.
Seizoen 2015-2016 werd het seizoen van de dubbel voor TOP. In de zaal werd de ploeg 2e in de reguliere competitie en won het de play-offs van Blauw-Wit. De finale was wederom TOP-PKC en TOP won de wedstrijd met 24-22. Ook de veldfinale werd TOP-PKC en ook nu was TOP te sterk. TOP werd met een uitslag van 28-23 ook de veldkampioen.
In het seizoen erna, 2016-2017 was het wederom een sterk seizoen voor TOP. In de zaalcompetitie werd TOP 2e en zag in de play-offs een nieuwe tegenstander, namelijk LDODK. In de best-of-3 serie werd in 2 wedstrijden gewonnen, waardoor TOP in de finale kwam. In de finale stond TOP tegen het Amsterdamse AKC Blauw-Wit. TOP won de finale met 22-18 en won zo voor de vierde keer in de clubhistorie de zaalfinale. Iets later, in de veldcompetitie kreeg Blauw-Wit sportieve revanche, want de 2 ploegen troffen elkaar in de kruisfinale. Dit maal won Blauw-Wit, waardoor TOP niet in de veldfinale terecht kwam.
In 2017-2018 stond TOP in de play-offs tegen Blauw-Wit. TOP won in 2 wedstrijden en stond zodoende voor de 5e keer in de zaalfinale. Dit maal was Fortuna de tegenstander. TOP won met 24-20. In de veldcompetitie stond TOP ook in de play-offs, maar verloor het van Fortuna.
In seizoen 2018-2019 deed TOP wederom goede zaken. In de zaalcompetitie eindigde de ploeg 1e en ging als titelverdediger en lijstaanvoerder als favoriet de play-offs in. Echter verslikte TOP zich in Fortuna. Deze ploeg was in de competitie 4e geworden met 9 punten minder dan TOP. Fortuna bleek echter TOP goed te kunnen ontregelen en won in 2 wedstrijden, waardoor TOP zijn zaaltitel niet kon verdedigen. In de veldcompetitie strandde TOP in de kruisfinale tegen LDODK.
In 2019-2020 deed TOP wederom goede zaken in de competitie. In de zaal had TOP zich als 2e al geplaatste voor de play-offs, maar dit kreeg geen vervolg vanwege COVID-19.
In seizoen 2020-2021 begon de competitie wat later dan normaal, vanwege COVID-19. TOP werd na de reguliere competitie 2e in Poule B, waardoor het zich plaatste voor de play-offs. In de eerste play-off ronde versloeg TOP in 2 wedstrijden AKC Blauw-Wit, waardoor het een ronde verder kwam. In de 2e play-off ronde (halve finales) stuitte het echter op PKC. TOP won de eerste wedstrijd in de best-of-3 met 22-21, maar verloor de daarop volgende 2 wedstrijden. Hierdoor hield het seizoen voor TOP op in de 2e play-off ronde.
Voor TOP was seizoen 2021-2022 een bewogen seizoen. Voorafgaand aan de start van het seizoen besloten Mick Snel, Celeste Split en Roos Verheugt te verhuizen naar een andere club. Daarnaast waren Tim Flokstra, Jet Hendriks en Paul Anholts (blessure) gestopt. Ook stelde de club een nieuwe coachingsduo aan. De ploeg had veel kwaliteit ingeleverd aan de start van het seizoen. In de eerste competitiefase van de Korfbal League was het verschil met de top dan ook groot. Na 10 speelrondes had TOP slechts 8 punten, waardoor het zichzelf moest handhaven in de degradatiepoule. In deze degradatiepoule werden niet voldoende punten behaald waardoor directe degradatie een feit was.

### DVO
In mei 2022, nadat TOP uit de Korfbal League was gedegradeerd, maakte Brouwer bekend per seizoen 2022-2023 uit te komen voor het Bennekomse DVO.
Seizoen 2022-2023 was een belangrijk seizoen voor DVO. Zo stond de ploeg na 18 competitieduels op de derde plek met 25 punten. Hierdoor plaatste de ploeg zich voor de play-offs, waarin het uit kwam tegen regerend zaalkampioen Fortuna. In de best-of-3 serie won Fortuna de eerste wedstrijd overtuigend met 29-19, maar DVO wist zich op tijd te herpakken. Zo won DVO de tweede en derde (beslissende) wedstrijd en plaatste zich zodoende voor de eerste keer in de clubgeschiedenis voor de Nederlandse zaalfinale. In deze eindstrijd die in Ahoy werd gespeeld was PKC de tegenstander. Uiteindelijk won PKC de zaalfinale met duidelijke cijfers, 33-20. DVO moest genoegen nemen met de tweede plaats.
Iets later, in de veldcompetitie, deed DVO ook goede zaken. Na de reguliere competitie stond de ploeg op de 2e plaats in de Ereklasse B. Hierdoor plaatste DVO zich voor de kruisfinale. In deze wedstrijd trof DVO dezelfde tegenstander als in de playoffs in de zaal, namelijk Fortuna. In deze kruisfinale won Fortuna met 21-18, waardoor DVO zich niet plaatste voor de veldfinale.
In Seizoen 2023-2024 speelde zij in de zaalcompetitie 1 duel mee voor DVO. Hierna stopte zij vanwege haar zwangerschap.
Zonder haar lukte het de ploeg om voor het tweede jaar op rij de zaalfinale in Ahoy te halen. Wel ging de finale verloren met 23-21 van PKC.
Iets later, in de veldcompetitie, stond DVO in de veldfinale tegen Fortuna. DVO wist te winnen en was zodoende Nederlands veldkampioen. Brouwer deed niet mee in deze finale
Voor Seizoen 2024-2025 begon DVO met hoge verwachtingen. Vorig seizoen stonden ze in de zaalfinale en werden ze Nederlands veldkampioen en daarnaast waren zij weinig belangrijke spelers verloren. In het zaalseizoen was DVO dan ook oppermachtig. Uiteindelijk sloot DVO het zaalseizoen af op de 1e plaats, wat voor de club nog niet eerder was gebeurd. Hierdoor ging DVO als favoriet de play-offs in. In de best-of-3 serie trof DVO het Papendrechtse PKC. Helaas voor DVO verloren ze de serie in 2 wedstrijden, waardoor het zaalseizoen strandde in de play-offs.
Iets later, in de veldcompetitie, werd de ploeg 1e in de Ereklasse poule B. Hierdoor plaatste DVO zich voor de kruisfinale tegen DOS'46. In deze kruisfinale won DOS'46 met 21-19 waardoor DVO onttroond was als Nederlands veldkampioen. Na het seizoen nam de ploeg afscheid van coach Richard van Vloten en ook was dit voor Brouwer haar laatste seizoen in de Korfbal League.

## Erelijst
- Korfbal League kampioen, 3x  (2016, 2017 en 2018)
- Europacup kampioen, 3x  (2017, 2018 en 2019)
- Supercup kampioen, 2x (2012, 2015)
- Ereklasse kampioen, 2x (2012, 2024)

## Oranje
Van 2015 tot en met 2022 speelde Brouwer bij het Nederlands Team. In dienst van Oranje won ze 7 keer goud. Dit deed ze op de volgende toernooien:
- WK 2015
- EK 2016
- World Games 2017
- EK 2018
- WK 2019
- EK 2021
- World Games 2022

In de finale van de World Games 2022 kreeg Brouwer een publiekswissel. Hiermee sloot zij haar interlandcarrière af. In totaal speelde zij 48 interland wedstrijden.